# Katherine Heiglová
Katherine Marie Heiglová (nepřechýleně Heigl; * 24. listopadu 1978, Washington, USA) je americká herečka. Mezi její nejznámější role patří ztvárnění doktorky Izzie Stevensové v seriálu Chirurgové (Grey's Anatomy) a hlavní role ve filmu Zbouchnutá (Knocked Up).
Předtím než se začala zajímat o herectví, se věnovala modelingu a svou kariéru zahájila jako dětská modelka v módní agentuře Wilhelmina Models. V herectví debutovala v roce 1992 ve filmu That Night. Než získala svou velkou roli v seriálu Chirurgové, hrála například v televizním seriálu Roswell či filmech mezi něž patří třeba Můj táta hrdina (My Father the Hero). V průběhu let se stala sex symbolem a objevila se na titulních stranách prestižních časopisů, jako například Maxim, Vanity Fair a Cosmopolitan.
23. prosince 2007 se provdala v Park City ve státě Utah za Joshe Kelleyho.

## Životopis
Narodila se ve Washingtonu, D.C. v Columbia Hospital for Women jako dcera Nancy a Paula Heiglových (její matka je osobní manažerka a otec finanční manažer). Katherina má německé a irské předky a byla členkou Církve Ježíše Krista Svatých posledních dnů. Je nejmladší ze čtyř dětí (má sourozence Meg, Jasona a Holta). Předtím, než se její rodina přestěhovala do Connecticutu, žila ve Virginii a poté v Denveru. V Connecticutu žili ve městě New Canaan na starém statku ve viktoriánském stylu a Katherine zde prožila většinu svého dětství.
V roce 1986 zemřel její bratr Jason poté, co utrpěl vážná zranění při dopravní nehodě, během které byl vymrštěn z korby pickupu, ve kterém se byl se spolužáky projet během polední pauzy ve škole. Po jeho smrti se rodina rozhodla darovat jeho orgány. Po jeho smrti rodiče konvertovali k Církvi Ježíše Krista Svatých posledních dnů (předtím byla její matka luteránka a otec katolík). Od té doby je silnou zastánkyní darování orgánů. Přestože již není praktikující Mormonka, některé aspekty víry stále vnímá jako pozitivní.

## Kariéra

### 1989–2004
Heiglová začínala jako modelka, poprvé se objevila v katalozích pro Sears a Lord Taylor, za práci si vydělala 75 dolarů. Poprvé se na televizních obrazovkách objevila v reklamě na cerálie Cheerios. Filmový debut přišel s rokem 1992, kdy si zahrála ve filmu King of the Hill. V roce 1994 přijala roli do filmu Můj táta hrdina. O rok později si se Stevenem Seagalem zahrála v akčním thrilleru Přepadení 2: Temné území. V roce 2016 si zahrála v Disney televizním filmu Wish Upon a Star.
V roce 1999 přijala roli Isabel Evans ve sci-fi dramatu Roswell. Na konkurzech se snažila získat jednu ze tří rolí (další získali Shiri Appleby a Majandra Delfino). V roce 2001 pracovala na nezávislém filmu 100 sladkých holek. V roce 2003 se objevila ve třech televizních filmech: Slib věčné lásky, Láska prichází zvolna a Nesmrtelné zlo. V roce 2005 si zahrála v TV filmu Romy and Michele: In the Beginning.

### 2005–2010:Chirurgovéa další filmy
V roce 2005 se připojila k obsazení seriálu stanice ABC Chirurgové. Získala jednu z hlavních rolí, a to postavu doktorky Izobel „Izzy“ Stevens. Ten samý rok se objevila v nezávislém filmu Side Effects. V roce 2006 získala nominaci na Zlatý glóbus v kategorii Nejlepší herečka ve vedlejší roli – seriál, mini-seriál nebo TV film za práci na Chirurzích. Ve stejném roce si zahrála v komedii Zbouchnutá, po boku Setha Rogena. 16. září 2007 získala Cenu Emmy v kategorii Nejlepší herečka ve vedlejší roli v dramatickém seriálu za roli Izzie Stevens. S Jamesem Marsdenem se objevila v úspěšné romantické komedii 27 šatů. 24. července 2009 měl premiéru film Chceš mě, chci tě, ve kterém si zahrála s Gerardem Butlerem. V červnu 2010 se objevila s Ashtonem Kutcherem ve filmu Vrahouni.Úspěšná se také stala komedie Pod jednou střechou, kterou natočila také v roce 2010.

### 2011–dosud
V prosinci 2011 si zahrála ve hvězdně obsazeném filmu Šťastný Nový rok, režírovaném Garry Marshallem. Za roli ve filmu Slečna nebezpečná získala nominaci na cenu Zlatá malina v kategorii Nejhorší herečka.
V roce 2012 bylo oznámeno, že Heiglová propůjčila svůj hlas do animovaného filmu Velká oříšková loupež. Film měl premiéru 17. ledna 2014. Následující rok se objevila v romantické komedii Velká svatba, po boku Roberta De Nira a Diane Keatonová.
V lednu 2014 se rozhodla znovu objevit na televizních obrazovkách a přijala roli CIA agentky v seriálu Ve službách CIA. Seriál byl však po první sérii. zrušen. V roce 2018 byla obsazena do role Samanthy Wheeler, nové partnerky právnické firmy v seriálu Kravaťáci.

## Osobní život
V minulosti měla vztah s Joey Lawrencem (1994) a kolegou ze seriálu Roswell Jasonem Behrem, se kterým chodila během natáčení seriálu. V červnu 2006 se zasnoubila se zpěvákem Joshem Kelleym, se kterým se seznámila během natáčení hudebního klipu písně „Only You“. Svatbu měli 23. prosince 2007 ve městě Park City ve státě Utah. Během natáčení Live with Regis and Kelly uvedla, že se s Kelleym rozhodli, že spolu do svatby nebudou žít společně; doslova řekla „Myslím, že jsem si chtěla něco nechat pro skutečné manželství… chtěla jsem, aby v našem manželství bylo něco, čím bude odlišné od chození nebo námluv.“ Líbánky strávili v letovisku Esperanza v Cabo San Lucas. V prosinci 2007 se společně přestěhovali do nového domu v Loz Feliz v Kalifornii.
V září roku 2009 adoptovali desetiměsíční holčičku Nancy Leigh „Naleigh“ Mi-Eun Kelley z Jižní Koreje. V dubnu 2012 adoptovali holčičku Adalaide Marie Hope Kelley ze Spojených států. V červnu 2016 dvojice potvrdila, že čekají první biologické dítě. Syn Joshua Bishop Kelley, Jr. se narodil dne 20. prosince 2016.

## Filmografie

### Film
| Rok  | Název                          | Role                           | Poznámky                 |
| ---- | ------------------------------ | ------------------------------ | ------------------------ |
| 1992 | Této noci                      | Kathryn                        |                          |
| 1993 | King of the Hill               | Christina Sebastian            |                          |
| 1994 | Můj táta hrdina                | Nicole                         |                          |
| 1995 | Přepadení 2: Temné území       | Sarah Ryback                   |                          |
| 1997 | Princ Valiant: Boj o Excalibur | princezna Ilene                |                          |
| 1997 | Stand-ins                      | Taffy-Rita Hayworth's Stand-in |                          |
| 1998 | Bug Buster                     | Shannon Griffin                |                          |
| 1998 | Chuckyho nevěsta               | Jade                           |                          |
| 2000 | 100 sladkých holek             | Arlene                         |                          |
| 2001 | Valentine                      | Shelley Fisher                 |                          |
| 2003 | Descendant                     | Ann Hedgerow/Emily Hedgerow    |                          |
| 2005 | Side Effects                   | Karly Hert                     | také výkonná producentka |
| 2005 | Bláznivá olympiáda             | Lynn Sheridan                  |                          |
| 2006 | Zyzzyx Road                    | Marissa                        |                          |
| 2006 | Caffeine                       | Laura                          |                          |
| 2007 | Zbouchnutá                     | Alison Scott                   | Plat: 300 000 $          |
| 2008 | 27 šatů                        | Jane Nichols                   | Plat: 6 milionů $        |
| 2009 | Chceš mě, chci tě              | Abby Richter                   | také výkonná producentka |
| 2010 | Vrahouni                       | Jen Kornfeldt                  |                          |
| 2010 | Pod jednou střechou            | Holly Berenson                 | také výkonná producentka |
| 2011 | Šťastný Nový rok               | Laura Carrington               |                          |
| 2012 | Slečna nebezpečná              | Stephanie Plum                 | také výkonná producentka |
| 2013 | Velká svatba                   | Lyla Griffin                   |                          |
| 2014 | Velká oříšková loupež          | Andie (hlas)                   |                          |
| 2014 | Jackie & Ryan                  | Jackie Laurel                  |                          |
| 2015 | Všude dobře, doma peklo        | Mona Champagne                 |                          |
| 2015 | Jenny se vdává                 | Jenny Farrell                  |                          |
| 2016 | Unforgettable                  | Tessa Connover                 |                          |
| 2017 | Velká oříšková loupež 2        | Andie (hlas)                   |                          |
| 2021 | Fear of Rain                   | Michelle Burroughs             |                          |

### Televize
| Rok       | Název                              | Role                                         | Poznámky                                      |
| --------- | ---------------------------------- | -------------------------------------------- | --------------------------------------------- |
| 1996      | Wish Upon a Star                   | Alexia Wheaton                               | TV film                                       |
| 1998      | Bouře                              | Miranda Prosper                              | TV film                                       |
| 1999–2002 | Roswell                            | Isabel Evans                                 |                                               |
| 2002      | Zóna soumraku                      | Andrea Collins                               | díl: „Cradle of Darkness“                     |
| 2003      | Vegas Dick                         | Madeline                                     | TV film                                       |
| 2003      | Láska přichází zvolna              | Marty Claridge                               | TV film                                       |
| 2003      | Critical Assembly                  | Aizy Hayward                                 | TV film                                       |
| 2003      | Vítr v srdci                       | Isabel Linton                                | TV film                                       |
| 2003      | Nesmrtelné zlo                     | Eve                                          | TV film                                       |
| 2004      | Slib věčné lásky                   | Marty Claridge Davis                         | TV film                                       |
| 2005      | Romy and Michele: In the Beginning | Romy White                                   | TV film                                       |
| 2005–2010 | Chirurgové                         | Dr. Izobel „Izzy“ Katherine Stevens          | Hlavní role (1.–6. řada), 120 dílů            |
| 2014–2015 | Ve službách CIA                    | Strážník Charleston „Charlie“ Whitney Tucker | hlavní role, 13 dílů také výkonná producentka |
| 2017      | Doubt                              | Sadie Ellis                                  | hlavní role, 13 dílů                          |
| 2018–2019 | Kravaťáci                          | Samantha Wheeler                             | hlavní role (8.–9. řada), 26 dílů             |
| 2021–2023 | Cesta svatojánských mušek          | Tully Hart                                   | hlavní role                                   |

## Ocenění a nominace
| Rok  | Ocenění                                           | Kategorie                                                           | Práce                 | Výsledek  |
| ---- | ------------------------------------------------- | ------------------------------------------------------------------- | --------------------- | --------- |
| 1994 | Young Artist Awards                               | nejlepší mladá herečka: film                                        | Můj táta hrdina       | nominace  |
| 2000 | Cena Saturn                                       | nejlepší seriálová herečka ve vedlejší roli                         | Roswell               | nominace  |
| 2001 | Teen Choice Awards                                | nejoblíbenější seriálová herečka                                    | Roswell               | nominace  |
| 2005 | Screen Actors Guild Awards                        | nejlepší seriálové obsazení: drama                                  | Chirurgové            | nominace  |
| 2006 | Screen Actors Guild Awards                        | nejlepší seriálové obsazení: drama                                  | Chirurgové            | vítězství |
| 2006 | Teen Choice Awards                                | nejoblíbenější seriálová herečka: drama/akční/dobrodružný           | Chirurgové            | nominace  |
| 2007 | Screen Actors Guild Awards                        | nejlepší seriálové obsazení: drama                                  | Chirurgové            | nominace  |
| 2007 | Cena Emmy                                         | nejlepší seriálová herečka ve vedlejší roli: drama                  | Chirurgové            | vítězství |
| 2007 | Zlatý glóbus                                      | nejlepší herečka ve vedlejší roli: seriál, mini-seriál nebo TV film | Chirurgové            | nominace  |
| 2007 | Teen Choice Awards                                | nejoblíbenější seriálová herečka: drama                             | Chirurgové            | nominace  |
| 2007 | Teen Choice Awards                                | nejoblíbenější filmová herečka: komedie                             | Zbouchnutá            | nominace  |
| 2007 | Young Hollywood Awards                            | hvězda zítřka                                                       |                       | vítězství |
| 2007 | St. Louis Gateway Film Critics Association Awards | nejlepší herečka ve vedlejší roli                                   | Zbouchnutá            | nominace  |
| 2007 | Satellite Awards                                  | nejlepší filmová herečka (komedie/muzikál)                          | Zbouchnutá            | nominace  |
| 2008 | Empire Awards                                     | nejlepší herečka                                                    | Zbouchnutá            | nominace  |
| 2008 | MTV Movie Awards                                  | nejlepší herečka                                                    | Zbouchnutá            | nominace  |
| 2008 | Teen Choice Awards                                | nejoblíbenější seriálová herečka: drama                             | Chirurgové            | nominace  |
| 2008 | Zlatý glóbus                                      | nejlepší herečka ve vedlejší roli: seriál, mini-seriál nebo TV film | Chirurgové            | nominace  |
| 2008 | People's Choice Awards                            | nejoblíbenější seriálová hvězda: žena                               | Chirurgové            | vítězství |
| 2009 | Teen Choice Awards                                | nejlepší letní filmová hvězda: žena                                 | Chceš mě, chci tě     | nominace  |
| 2009 | Satellite Awards                                  | nejlepší filmová herečka (komedie/muzikál)                          | Chceš mě, chci tě     | nominace  |
| 2009 | Alliance of Women Film Journalists                | herečka, která nutně potřebuje nového agenta                        | Slečna nebezpečná     | nominace  |
| 2010 | People's Choice Awards                            | nejoblíbenější seriálová herečka: drama                             | Chirurgové            | vítězství |
| 2010 | ShoWest Motion Picture Industry Convention        | hvězda roku: žena                                                   |                       | vítězství |
| 2011 | People's Choice Awards                            | nejoblíbenější filmová herečka                                      | Pod jednou střechou   | nominace  |
| 2012 | Alliance of Women Film Journalists                | herečka, která nutně potřebuje nového agenta                        | Slečna nebezpečná     | vítězství |
| 2015 | BTVA Feature Film Voice Acting Award              | nejlepší vokální výkon ve filmu: žena                               | Velká oříšková loupež | nominace  |